# Truly Madly Deeply
Truly Madly Deeply ist ein Lied von Savage Garden aus dem Jahr 1997, das von der Band geschrieben und von Charles Fisher produziert wurde. Es erschien auf dem Album Savage Garden und wurde als Soundtrack zum Film Liebe auf den ersten Schrei verwendet.

## Hintergrund
Die Aufnahmen fanden in den Jahren 1995 und 1996 statt, als ursprünglichen Titel war der Name Magic Kisses angedacht. Es wurden zwei Versionen des Liedes erstellt; eine drumcomputerlastige und eine akustische Version, letztere kam als Single heraus.
Die Veröffentlichung des Pop-, Adult-Contemporary- und Softrock-Songs war am 3. März 1997.

## Musikvideo
Zum Lied wurden zwei Videos gedreht. Im ersten trug Darren Hayes längere Haare, sitzt in einem weißen Raum auf einem roten Sofa, während Daniel Jones das Lied auf einem Klavier spielt im Beisein mehrerer Personen im Raum. Das zweite und bekannteste Video wurde in Paris gedreht, die Regie führte Adolfo Doring. In der Handlung des zweiten Videos wurde ein liebendes Paar durch Umstände in der Vergangenheit getrennt und sucht nun einander. Zu Beginn des Clips steigt die Frau am Bahnhof Paris-Nord aus und sucht nach ihrem Geliebten, der auf sie wartet. Er befindet sich im Bereich des Montmartre. Darren Hayes läuft am Place de la Concorde und Jardin des Tuileries umher. Er singt im Video den Song und spielt so den Erzähler. Gegen Ende des Videos findet Hayes sich in einem Konzertsaal wieder, in dem Daniel Jones eine Gitarre spielt und im Zentrum der Stadt finden sich auch die Liebenden wieder.

## Kommerzieller Erfolg

### Chartplatzierungen
Truly Madly Deeply avancierte zum Nummer-eins-Hit in Australien und den Vereinigten Staaten. Darüber hinaus erreichte es Top-10-Platzierungen in Norwegen, Österreich und Schweden (je Rang 2), Belgien-Flandern und dem Vereinigten Königreich (je Rang 4), Belgien-Wallonien (Rang 5), der Schweiz (Rang 7) und Frankreich (Rang 9).
| ChartsChartplatzierungen       | Höchstplatzierung | Wochen |
| ------------------------------ | ----------------- | ------ |
| Australien (ARIA)              | 1 (32 Wo.)        | 32     |
| Deutschland (GfK)              | 11 (23 Wo.)       | 23     |
| Österreich (Ö3)                | 2 (22 Wo.)        | 22     |
| Schweiz (IFPI)                 | 7 (25 Wo.)        | 25     |
| Vereinigte Staaten (Billboard) | 1 (52 Wo.)        | 52     |
| Vereinigtes Königreich (OCC)   | 4 (24 Wo.)        | 24     |

| ChartsJahrescharts (1997) | Platzierung |
| ------------------------- | ----------- |
| Australien (ARIA)         | 7           |

| ChartsJahrescharts (1998)      | Platzierung |
| ------------------------------ | ----------- |
| Deutschland (GfK)              | 37          |
| Österreich (Ö3)                | 13          |
| Schweiz (IFPI)                 | 33          |
| Vereinigte Staaten (Billboard) | 4           |

### Auszeichnungen für Musikverkäufe
| Land/Region                  | Auszeichnungen für Musikverkäufe (Land/Region, Auszeichnung, Verkäufe) | Verkäufe  |
| ---------------------------- | ---------------------------------------------------------------------- | --------- |
| Australien (ARIA)            | 2× Platin                                                              | 140.000   |
| Belgien (BRMA)               | Gold                                                                   | 25.000    |
| Dänemark (IFPI)              | Gold                                                                   | 45.000    |
| Frankreich (SNEP)            | Gold                                                                   | 250.000   |
| Neuseeland (RMNZ)            | Platin                                                                 | 30.000    |
| Norwegen (IFPI)              | Gold                                                                   | 10.000    |
| Österreich (IFPI)            | Gold                                                                   | 25.000    |
| Schweden (IFPI)              | Platin                                                                 | 30.000    |
| Vereinigte Staaten (RIAA)    | Gold                                                                   | 500.000   |
| Vereinigtes Königreich (BPI) | 2× Platin                                                              | 1.200.000 |
| Insgesamt                    | 6× Gold · 6× Platin ·                                                  | 2.255.000 |

## Coverversionen
- 2006: Cascada